# Jacquemontia peruviana
Jacquemontia peruviana là một loài thực vật có hoa trong họ Bìm bìm. Loài này được Helwig mô tả khoa học đầu tiên năm 1927.